# Tokyo Metro
Pour l'ensemble du réseau de métro de Tokyo, voir métro de Tokyo.
 (mars 2013).
Si vous disposez d'ouvrages ou d'articles de référence ou si vous connaissez des sites web de qualité traitant du thème abordé ici, merci de compléter l'article en donnant les références utiles à sa vérifiabilité et en les liant à la section « Notes et références ».
Tokyo Metro Co., Ltd. (東京地下鉄株式会社, Tōkyō chikatetsu kabushiki-gaisha) est le nom de la principale compagnie d'exploitation du métro de Tokyo au Japon.

## Historique
(mars 2013).
- 29 août 1920 : création de la Tokyo Underground Railway Company (compagnie du métro de Tokyo).
- 27 septembre 1925 : début de la construction de la première section du métro de Tokyo entre Asakusa et Ueno (future ligne Ginza).
- 30 décembre 1927 : début de l'exploitation commerciale entre Asakusa et Ueno.
- 4 juin 1941 : la Tokyo Underground Railway Company devient la Teito Rapid Transit Authority.
- 20 avril 1951 : début de la construction de la ligne Marunouchi entre Ikebukuro et Shinjuku.
- 28 mars 1961 : mise en service de la ligne Hibiya.
- 23 décembre 1964 : début des opérations sur la ligne Tōzai.
- 20 décembre 1969 : ouverture du premier tronçon de la ligne Chiyoda. Le réseau comprend plus de 100 km de lignes.
- 30 octobre 1974 : inauguration de la ligne Yūrakuchō.
- 1er août 1978 : mise en service de la ligne Hanzōmon.
- 1er juin 1988 : introduction des premiers métros avec l'air conditionné.
- 29 novembre 1991 : la ligne Namboku entre en service.
- 30 juin 1995 : attentat au gaz sarin dans le métro de Tokyo.
- 8 mars 2000 : déraillement sur la ligne Hibiya à la station Naka-Meguro.
- 1er avril 2004 : Teito Rapid Transit Authority devient Tokyo Metro Co., Ltd.
- 14 juin 2008 : ouverture de la ligne Fukutoshin, dernière ligne en date du réseau.

## Tarif
PASMO et Suica sont acceptés sur le réseau Tokyo Metro, ainsi que sur d'autres stations opérées par d'autres sociétés. Les transferts entre les lignes Tokyo Metro et Toei ne sont pas gratuits mais une réduction est offerte en utilisant les cartes PASMO et Suica lors de ces transferts.

## Fréquentation
Selon la société, une moyenne de 6,52 millions de personnes ont utilisé l'une des neuf lignes du métro chaque jour en 2023. La société a fait un bénéfice de 86,9 millions de yens sur l'année fiscale 2024-2025.

## Le réseau
En date de juin 2024, le réseau (cumulé) fait 195 kilomètres, et comporte 180 stations. Le Tokyo Metro exploite actuellement 9 des 13 lignes du métro de Tokyo :
| Couleur  | Symbole | N° ligne | Nom de ligne                         | Nom japonais   | Itinéraire                     | Nbre de station | Longueur | Mise en service | Dernière extension | Nbre de passagers/j (2023) | Écartement | Électrification          |
| -------- | ------- | -------- | ------------------------------------ | -------------- | ------------------------------ | --------------- | -------- | --------------- | ------------------ | -------------------------- | ---------- | ------------------------ |
| Orange   | G       | 3        | Ginza                                | 銀座線         | Shibuya ↔ Asakusa              | 19              | 14,3 km  | 1927            | 1939               | 1 231 607                  | 1 435 mm   | 600 V CC par 3e rail     |
| Rouge    | M       | 4        | Marunouchi                           | 丸ノ内線       | Ogikubo ↔ Ikebukuro            | 25              | 24,2 km  | 1954            | 1962               | 2 232 260                  | 1 435 mm   | 600 V CC par 3e rail     |
| Rouge    | Mb      | 4        | Embranchement de la ligne Marunouchi | 丸ノ内線分岐線 | Nakano-Sakaue ↔ Hōnanchō       | 4               | 3,2 km   | 1962            | 1962               | 2 232 260                  | 1 435 mm   | 600 V CC par 3e rail     |
| Argent   | H       | 2        | Hibiya                               | 日比谷線       | Naka-Meguro ↔ Kita-Senju       | 22              | 20,3 km  | 1961            | 1964               | 2 076 720                  | 1 067 mm   | 1 500 V CC par caténaire |
| Ciel     | T       | 5        | Tōzai                                | 東西線         | Nakano ↔ Nishi-Funabashi       | 23              | 30,8 km  | 1964            | 1969               | 3 100 374                  | 1 067 mm   | 1 500 V CC par caténaire |
| Vert     | C       | 9        | Chiyoda                              | 千代田線       | Yoyogi-Uehara ↔ Ayase          | 20              | 24,0 km  | 1969            | 1978               | 3 025 707                  | 1 067 mm   | 1 500 V CC par caténaire |
| Vert     | C       | 9        | Embranchement de la ligne Chiyoda    | 千代田線分岐線 | Ayase ↔ Kita-Ayase             | 2               | 2,6 km   | 1979            | –                  | 3 025 707                  | 1 067 mm   | 1 500 V CC par caténaire |
| Or       | Y       | 8        | Yūrakuchō                            | 有楽町線       | Wakōshi ↔ Shin-Kiba            | 24              | 28,3 km  | 1974            | 1988               | 2 589 733                  | 1 067 mm   | 1 500 V CC par caténaire |
| Violet   | Z       | 11       | Hanzōmon                             | 半蔵門線       | Shibuya ↔ Oshiage              | 14              | 16,8 km  | 1978            | 2003               | 1 768 647                  | 1 067 mm   | 1 500 V CC par caténaire |
| Émeraude | N       | 7        | Namboku                              | 南北線         | Meguro ↔ Akabane-Iwabuchi      | 19              | 21,3 km  | 1991            | 2000               | 1 125 724                  | 1 067 mm   | 1 500 V CC par caténaire |
| Émeraude | N       | 7        | Embranchement de la ligne Namboku    | 南北線分岐線   | Shirokane-takanawa ↔ Shinagawa | 2               | 2,5 km   | À venir         | –                  | 1 125 724                  | 1 067 mm   | 1 500 V CC par caténaire |
| Marron   | F       | 13       | Fukutoshin                           | 副都心線       | Wakōshi ↔ Shibuya              | 16              | 20,4 km  | 1994            | 2008               | 1 153 448                  | 1 067 mm   | 1 500 V CC par caténaire |

### Services en prolongement sur d'autres lignes
Tous les lignes sauf la Ginza et la Marunouchi ont des trains qui continuent au-delà de leur terminus sur des voies appartenant à d’autres compagnies.
| Ligne              | Lignes en prolongement |
| ------------------ | --- |
| H Ligne Hibiya     | TS Ligne Tōbu Skytree TN Ligne Tōbu Nikkō (de Kita-Senju à Minami-Kurihashi et Tōbu-dōbutsu-kōen) |
| T Ligne Tōzai      | JB JR East Ligne Chūō-Sōbu (Ligne Chūō) (de Nakano à Mitaka) |
| T Ligne Tōzai      | JB JR East Ligne Chūō-Sōbu (Ligne Sōbu) (de Nishi-Funabashi àTsudanuma) TR Ligne Tōyō Rapid (de Nishi-Funabashi à Tōyō-Katsutadai) |
| C Ligne Chiyoda    | OH Ligne Odakyū Odawara OT Ligne Odakyū Tama (de Yoyogi-Uehara à Karakida et Isehara) |
| C Ligne Chiyoda    | JL JR East Ligne Jōban (de Ayase vers Toride) |
| Y Ligne Yūrakuchō  | TJ Tōbu Tōjō Line (de Wakōshi vers Ogawamachi) Ligne Seibu Ikebukuro via la Ligne Seibu Yūrakuchō (Kotake-Mukaihara à Hannō) |
| Z Ligne Hanzōmon   | DT Ligne Tōkyū Den-en-toshi (Shibuya à Chūō-Rinkan) |
| Z Ligne Hanzōmon   | TS Ligne Tōbu Skytree TN Ligne Tōbu Nikkō TI Ligne Tōbu Isesaki (de Oshiage à Tōbu-dōbutsu-kōen, Kotake-Mukaihara et Kuki) |
| N Ligne Namboku    | SR Ligne Saitama Railway (Akabane-Iwabuchi à Urawa-misono (en)) |
| N Ligne Namboku    | MG Ligne Tōkyū Meguro (Meguro à Hiyoshi), puis SH Ligne Tōkyū Shin-Yokohama (Hiyoshi à Shin-Yokohama), puis Ligne Sōtetsu Shin-Yokohama (Shin-Yokohama à Nishiya), puis Ligne principale Sōtetsu (Nishiya à Futamatagawa à Ebina) ou la Ligne Sōtetsu Izumino(Futamata-gawa à Shōnandai) |
| F Ligne Fukutoshin | Lignes Tōbu et Seibu (mêmes stations que celles desservies par la ligne Yūrakuchō) |
| F Ligne Fukutoshin | TY Ligne Tōkyū Tōyoko (Shibuya à Hiyoshi** à Yokohama) en prolongement vers la ligne Minatomirai pour Motomachi-Chūkagai |

- La ligne Namboku partage les voies sur la section entre Meguro et Shirokane-Takanawa avec la ligne Toei Mita, sur 2,3 km.
- Certains trains express de la ligne Tōkyū Tōyoko, au lieu de continuer vers Yokohama ou Motomachi-Chūkagai, bifurquent à Hiyoshi vers la ligne Tōkyū Shin-Yokohama et partagent ensuite tous les services interconnectés en aval, tout comme la ligne Tōkyū Meguro.

## Matériel roulant

### Écartement1 435mm/ Troisième rail de 600 V

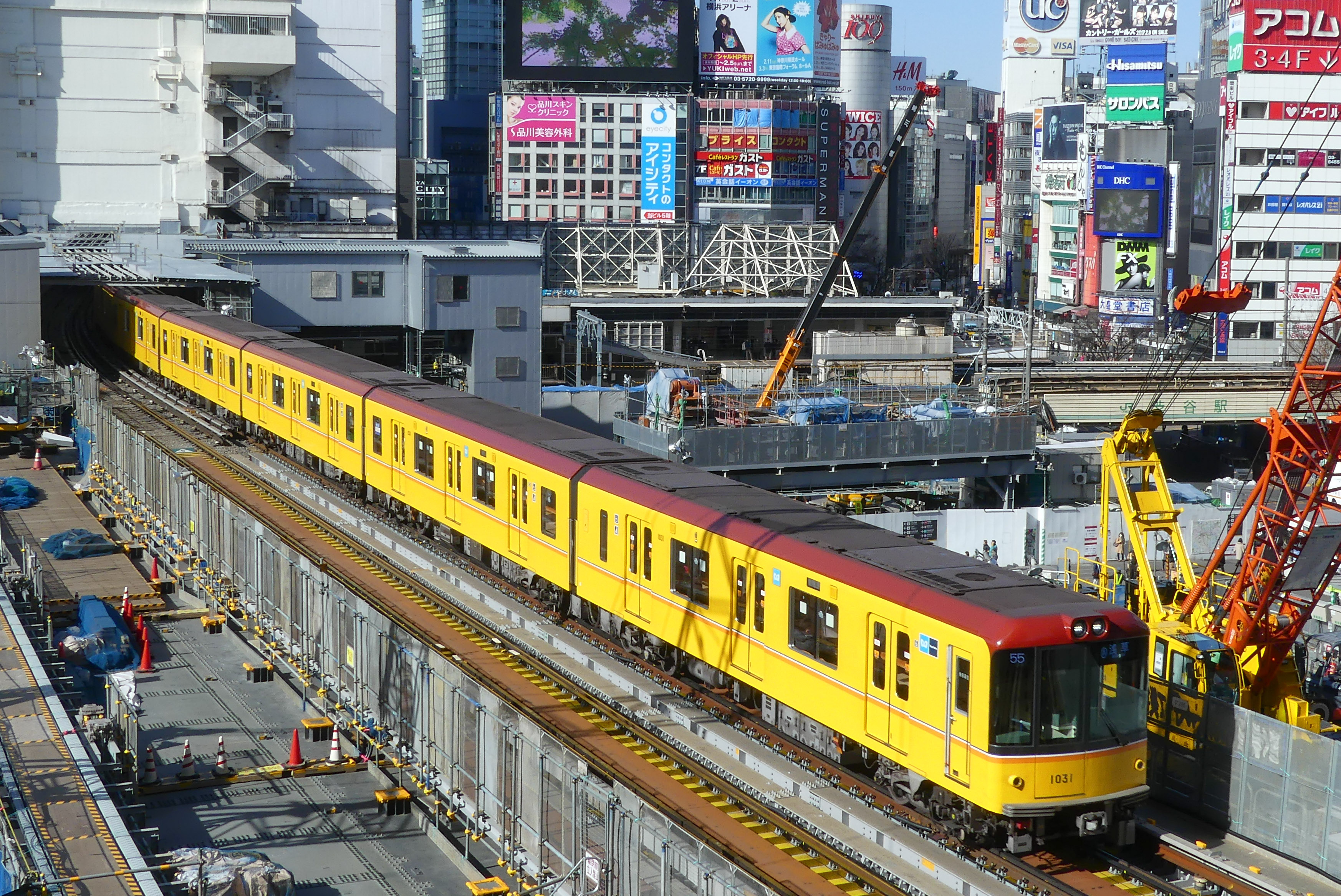
Tokyo Metro série 1000 - Ligne Ginza
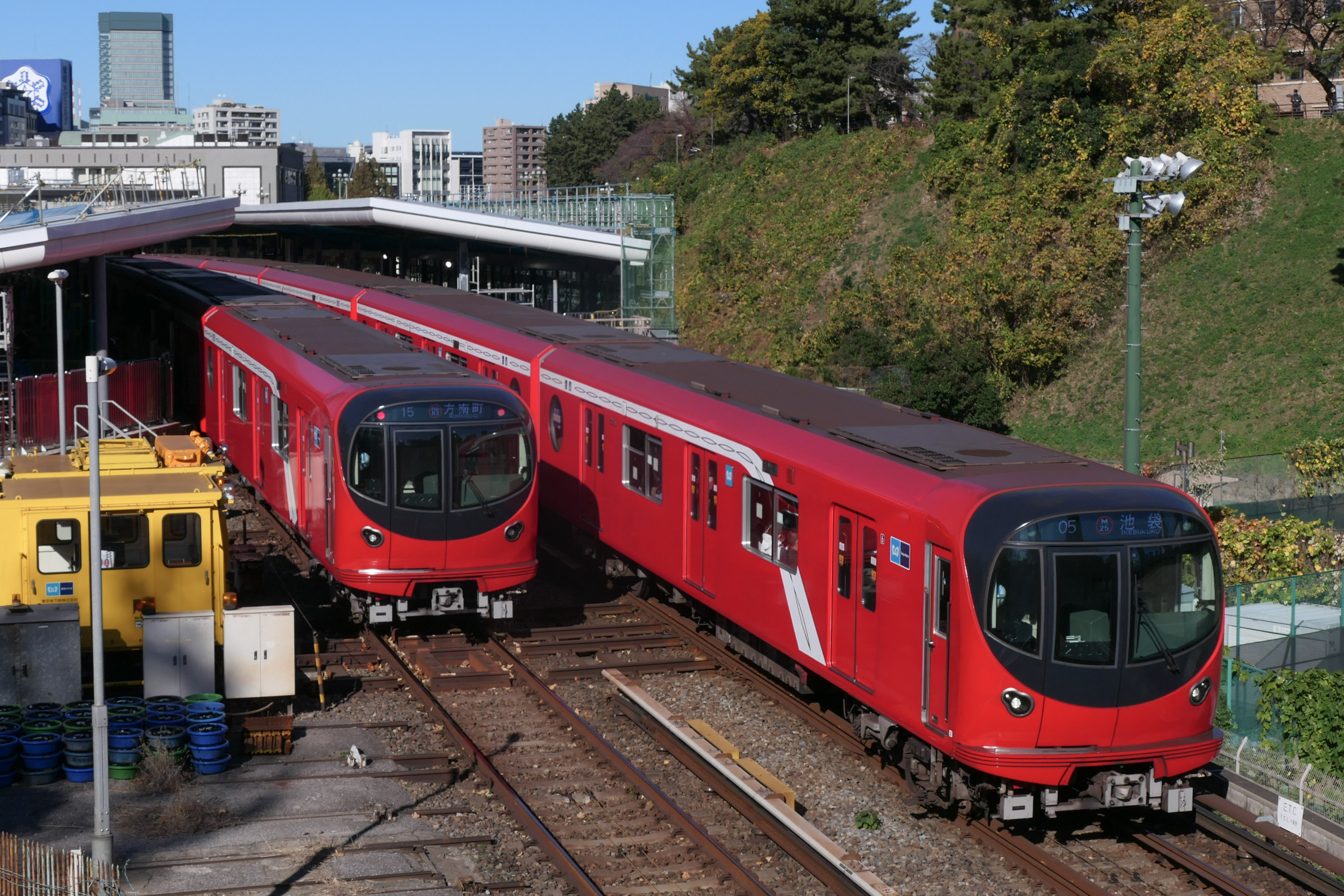
Tokyo Metro série 2000 - Ligne Marunouchi  - Série 1000 (Ligne Ginza)
  - Série 2000 (Ligne Marunouchi)

### Écartement1 067mm/ Caténaire de1 500V

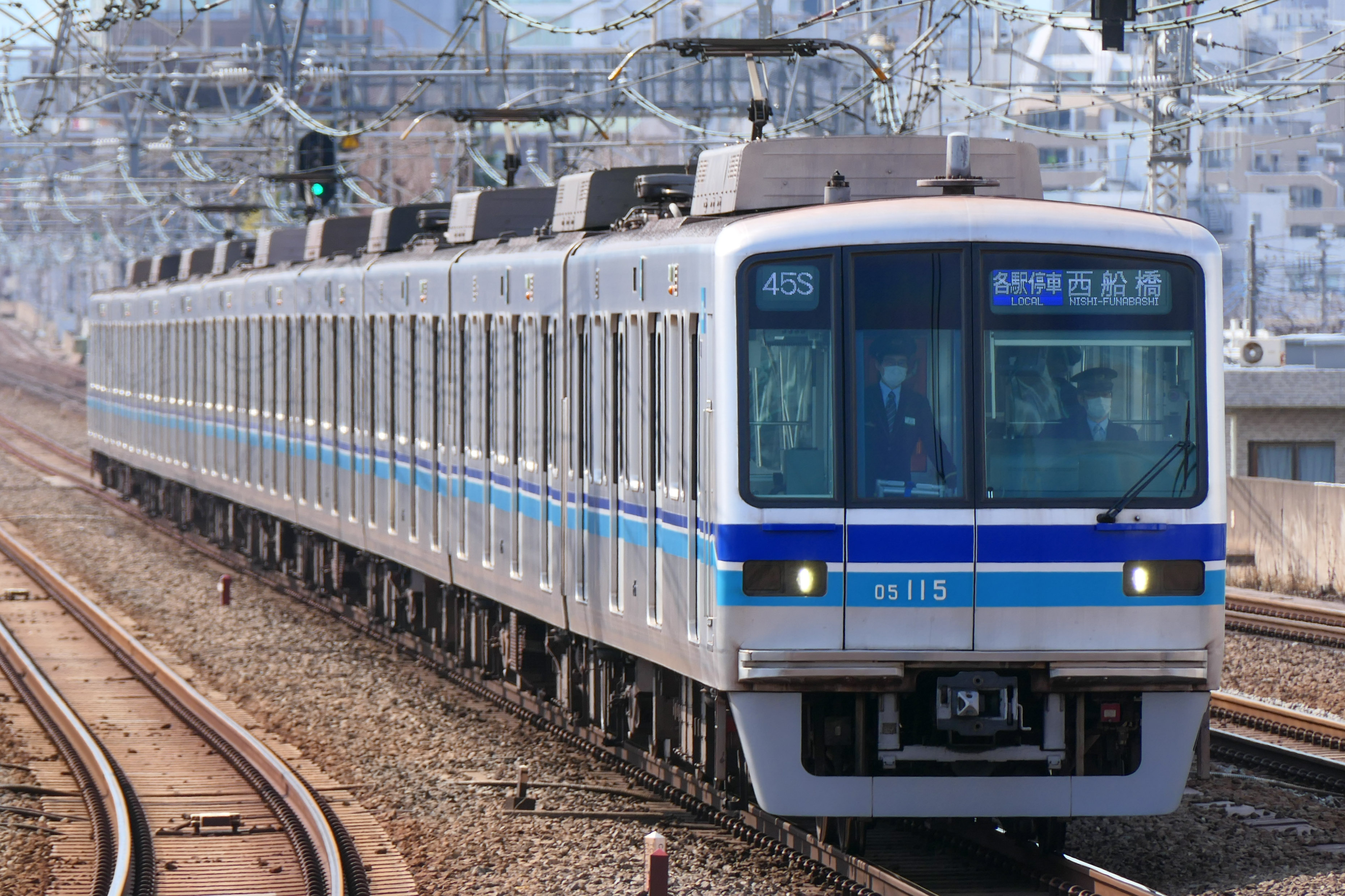
Série 05 (Lignes Chiyoda et Tōzai)
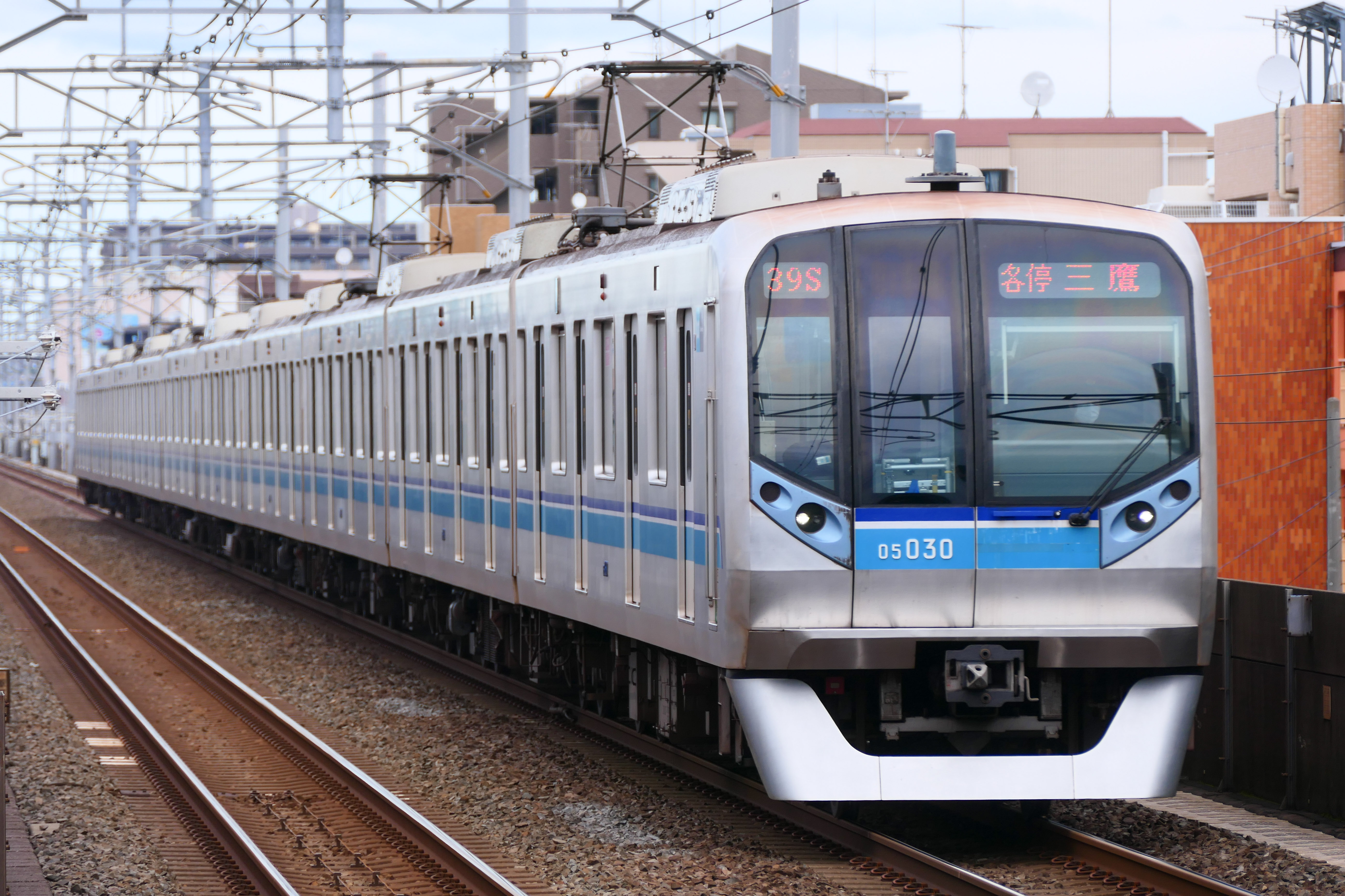
Série 05N (Ligne Tōzai)
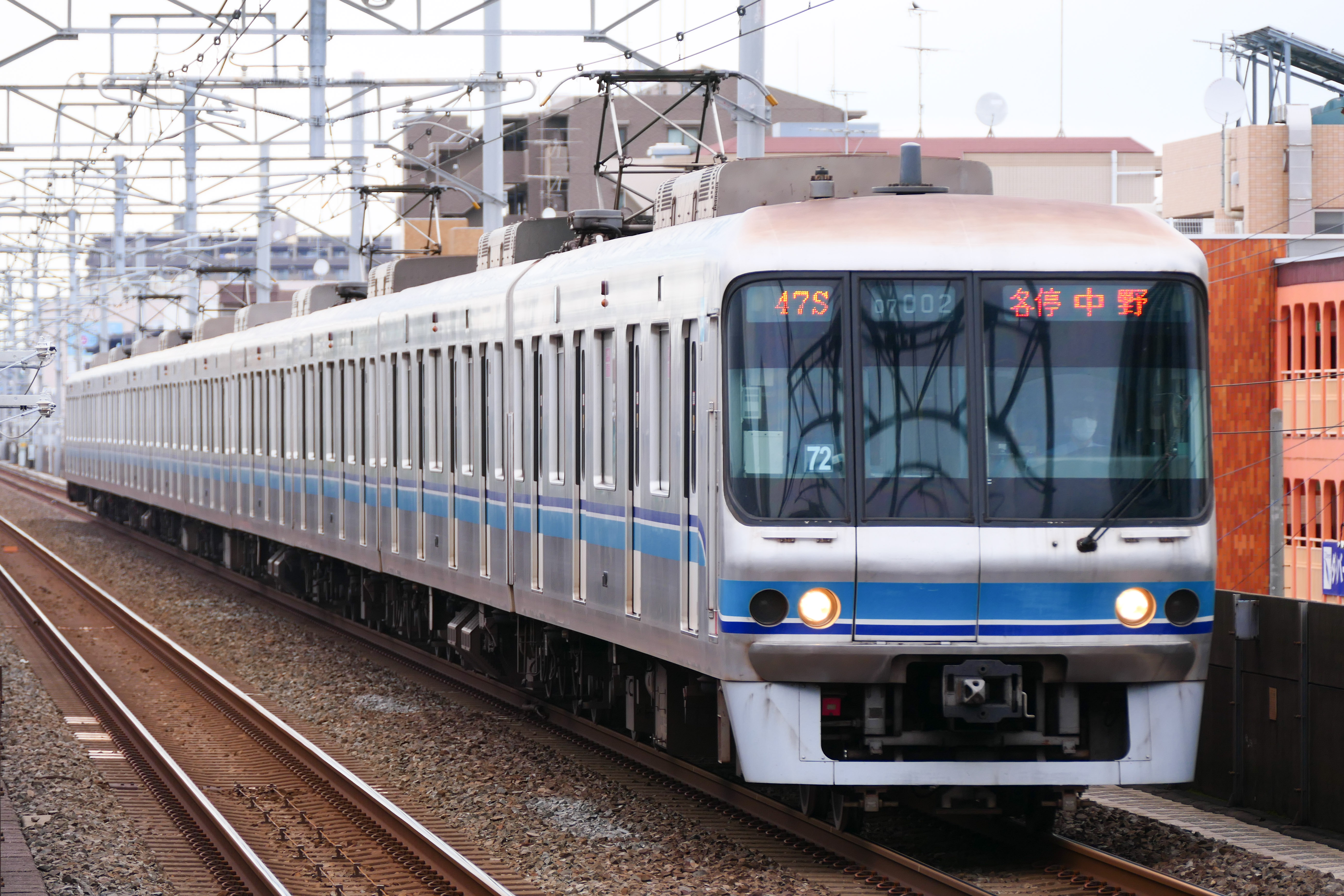
Série 07 (Ligne Tōzai)
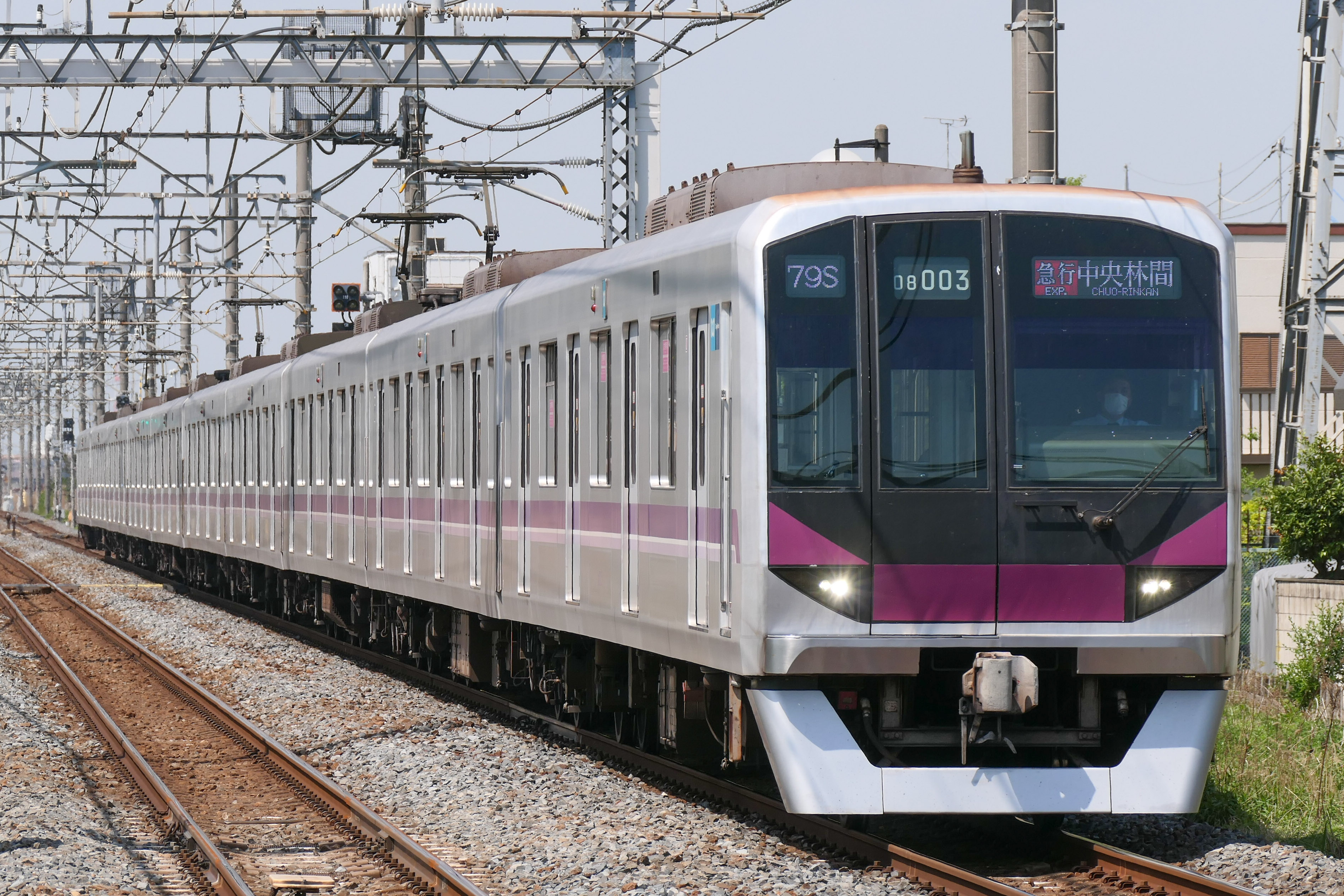
Série 08 (Ligne Hanzōmon)
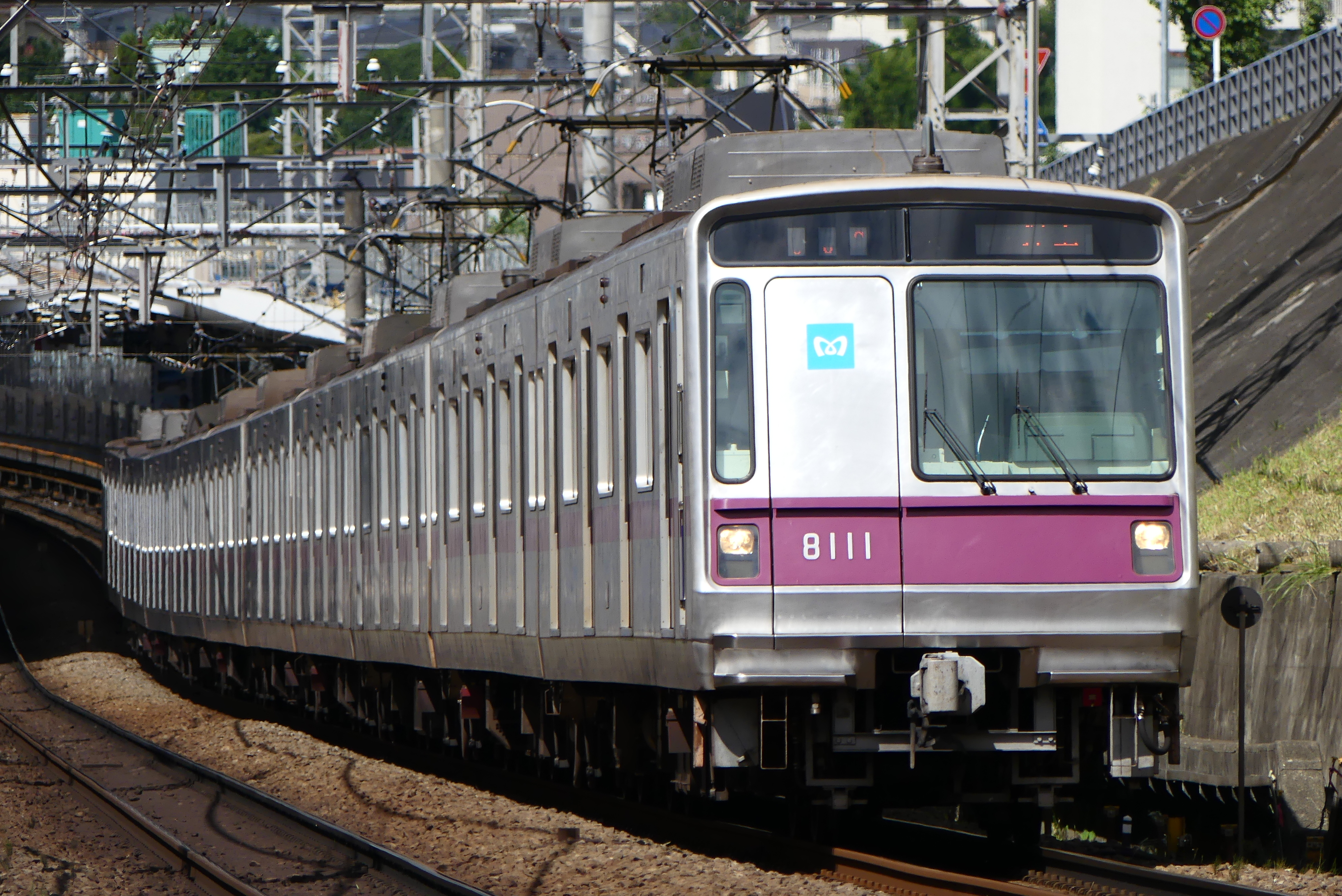
Série 8000 (Ligne Hanzōmon)
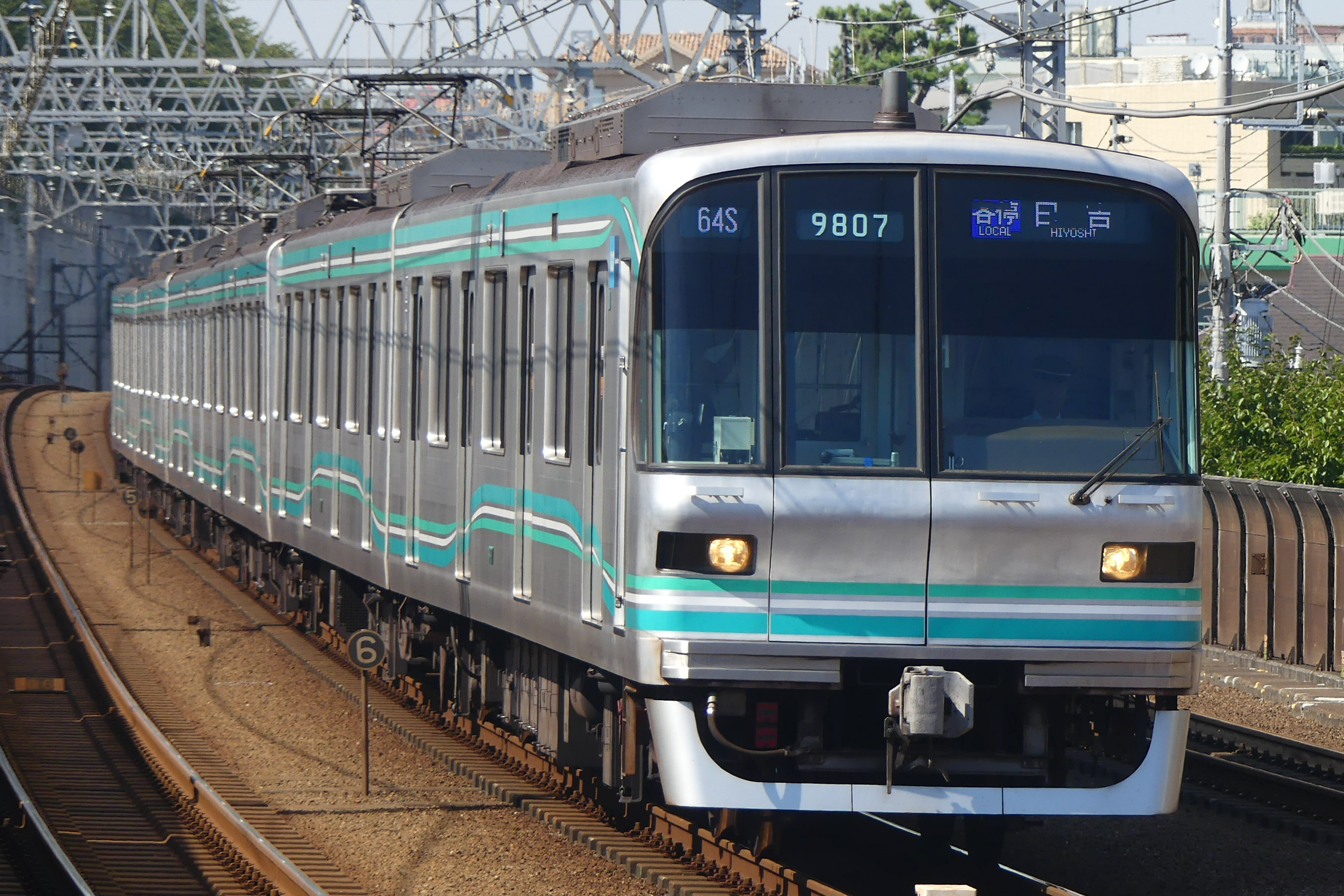
Série 9000 (Ligne Namboku)
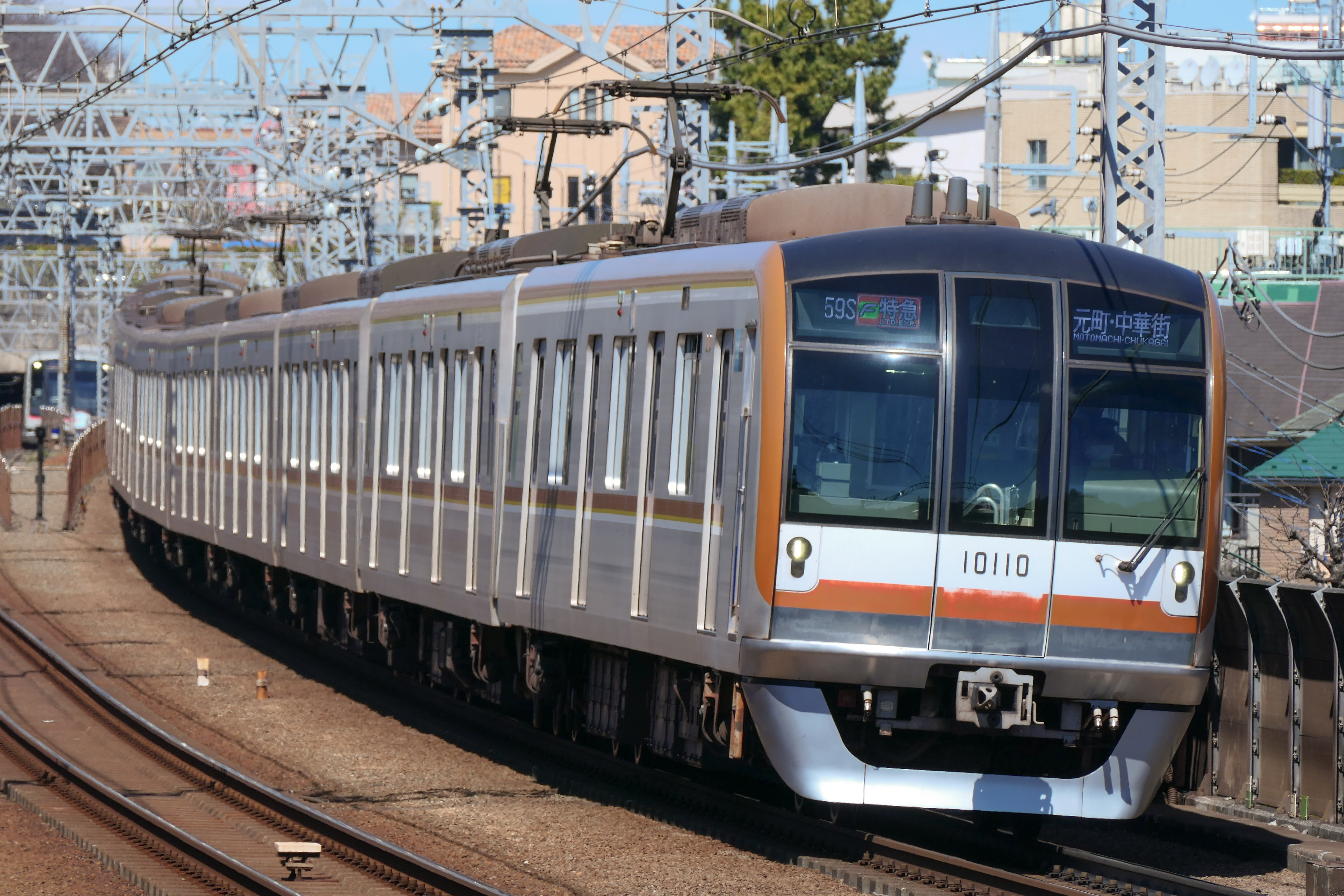
Série 10000 (Lignes Fukutoshin et Yūrakuchō)
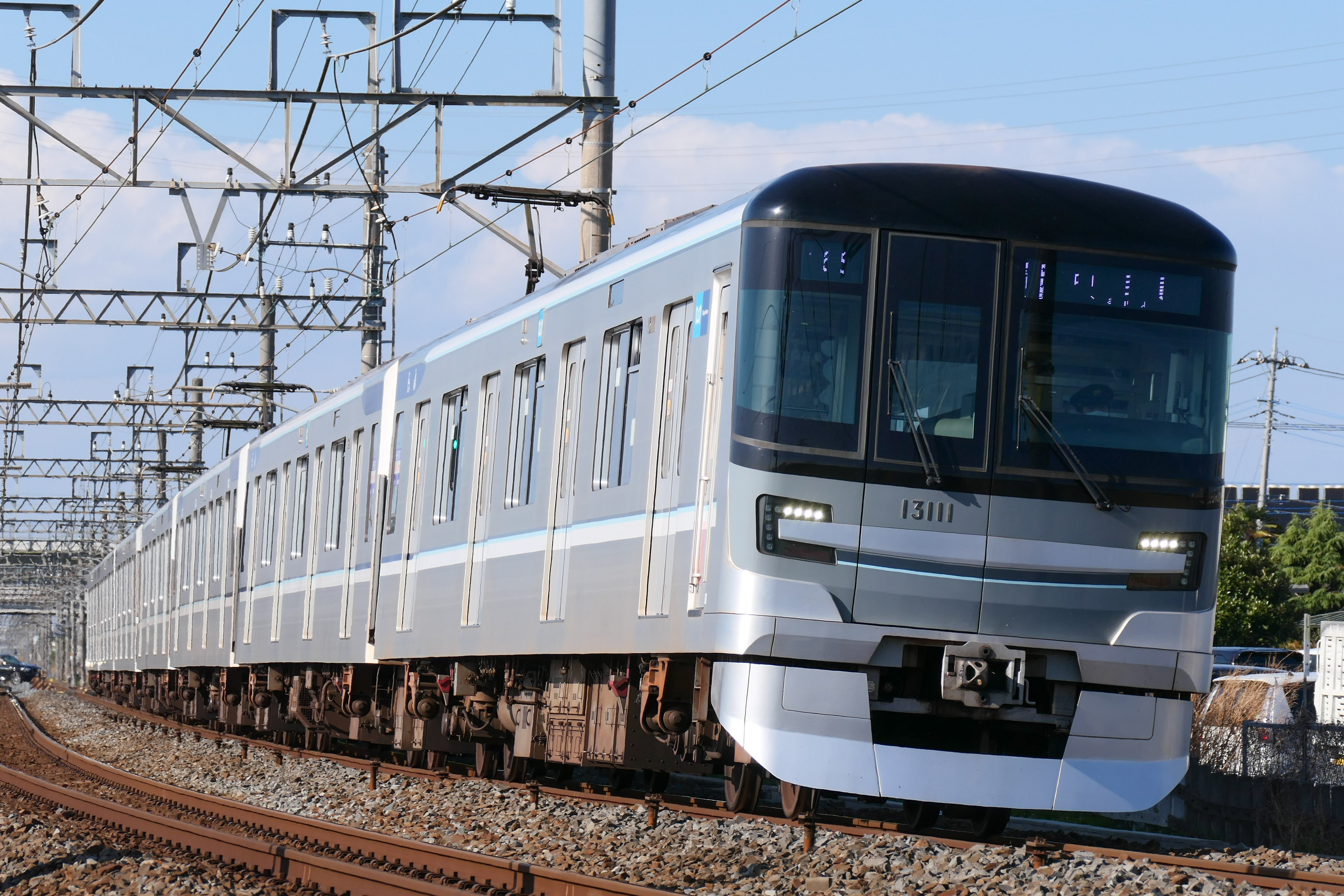
Série 13000 (Ligne Hibiya)
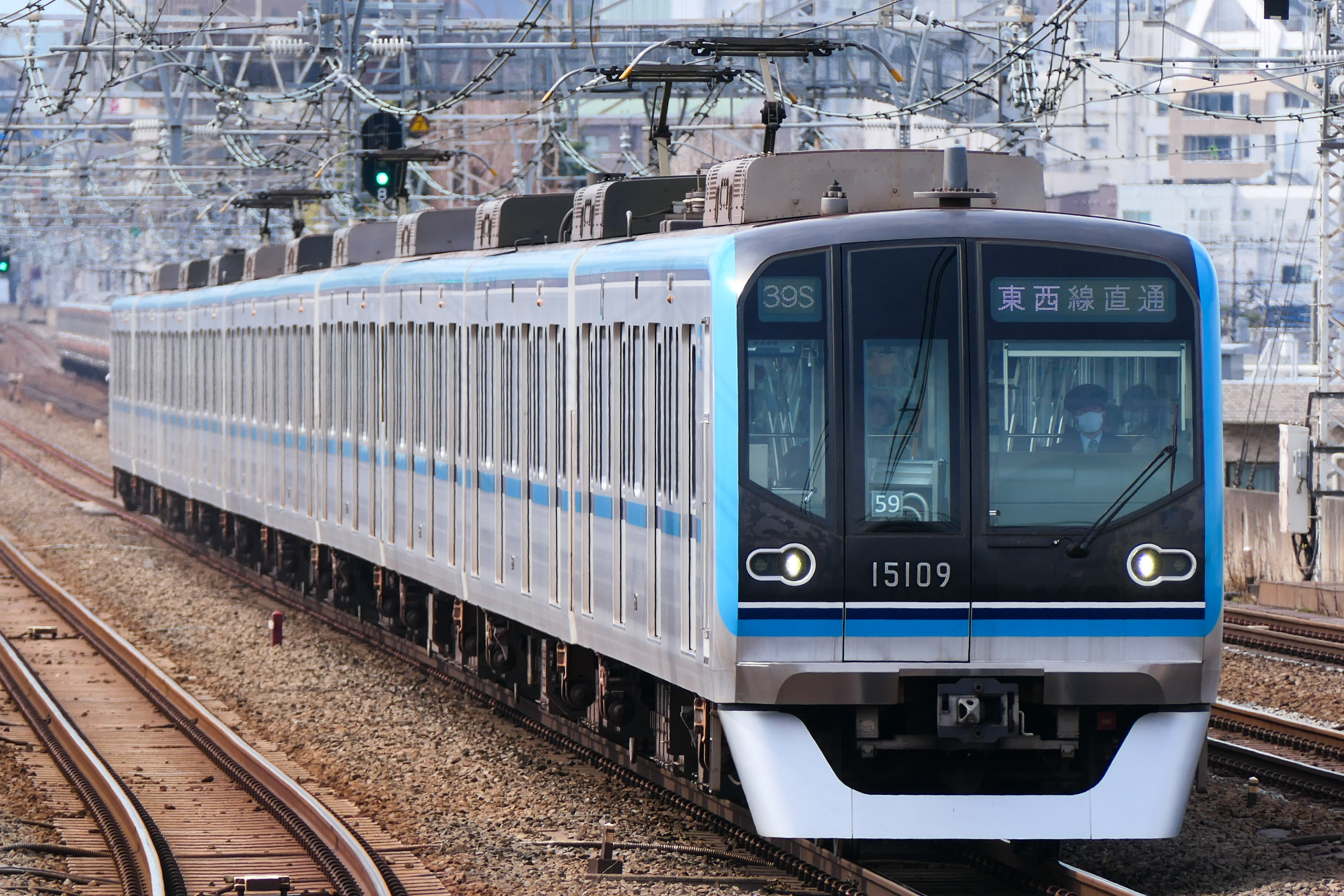
Série 15000 (Ligne Tōzai)
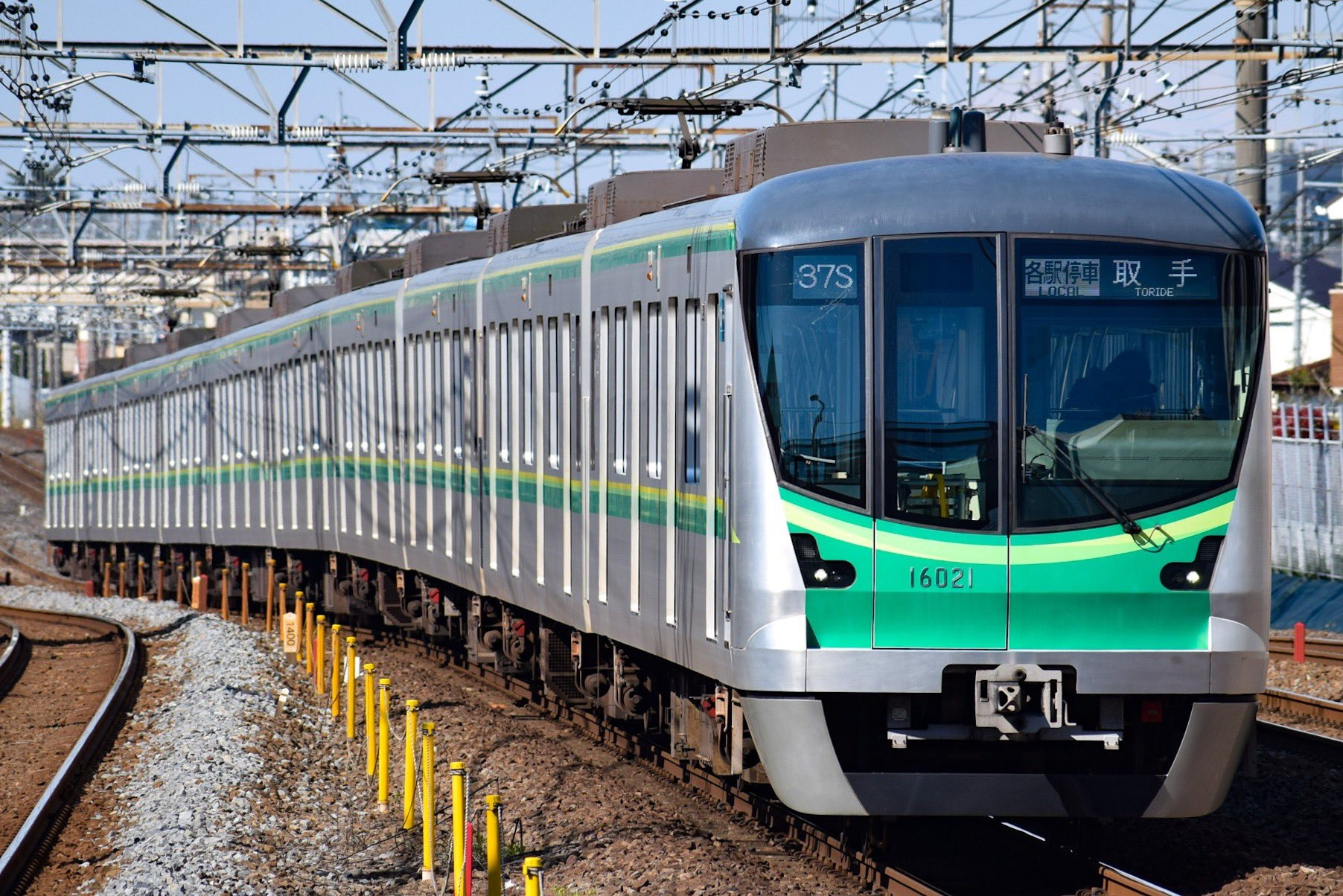
Série 16000 (Ligne Chiyoda)
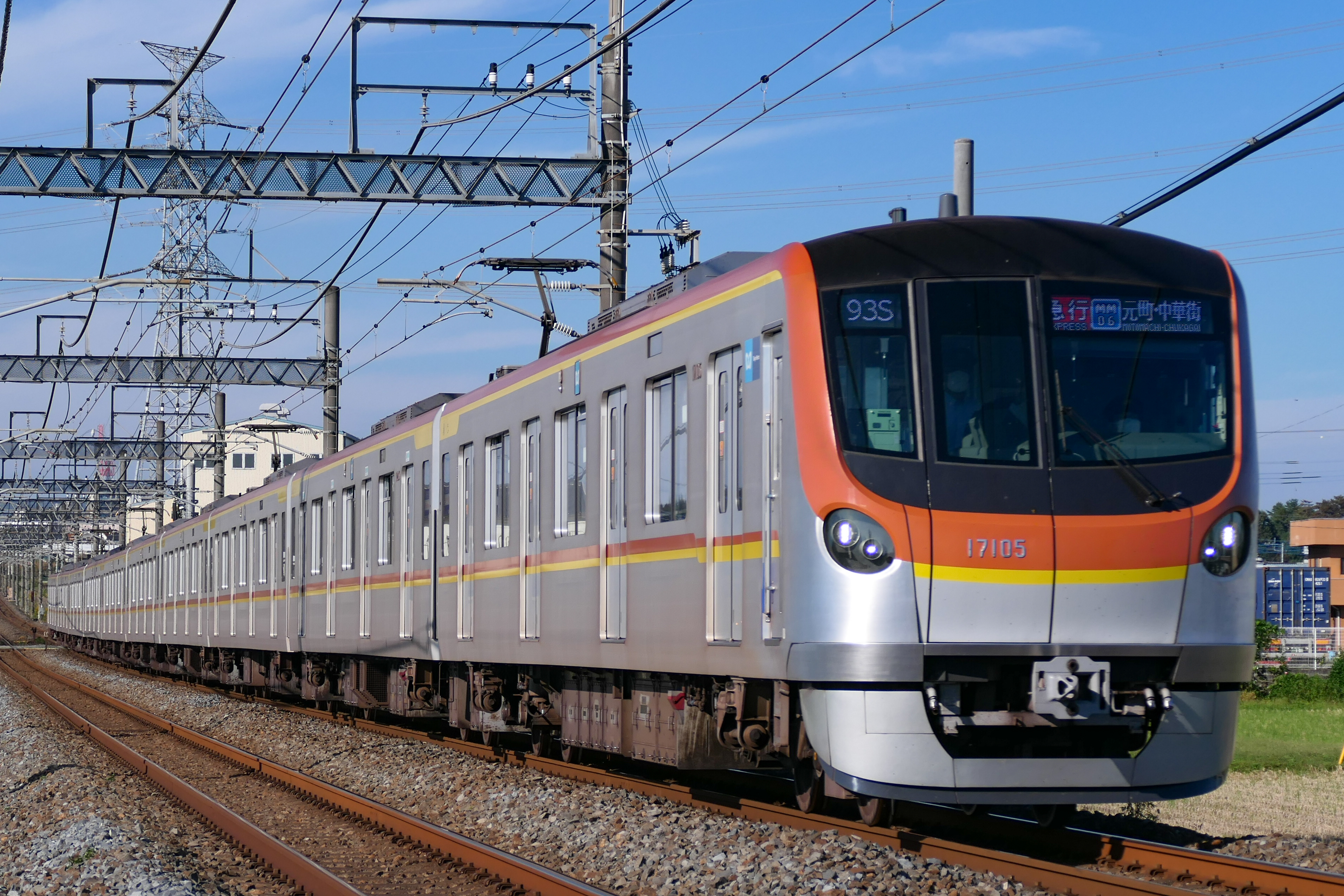
Série 17000 (Lignes Fukutoshin et Yūrakuchō)
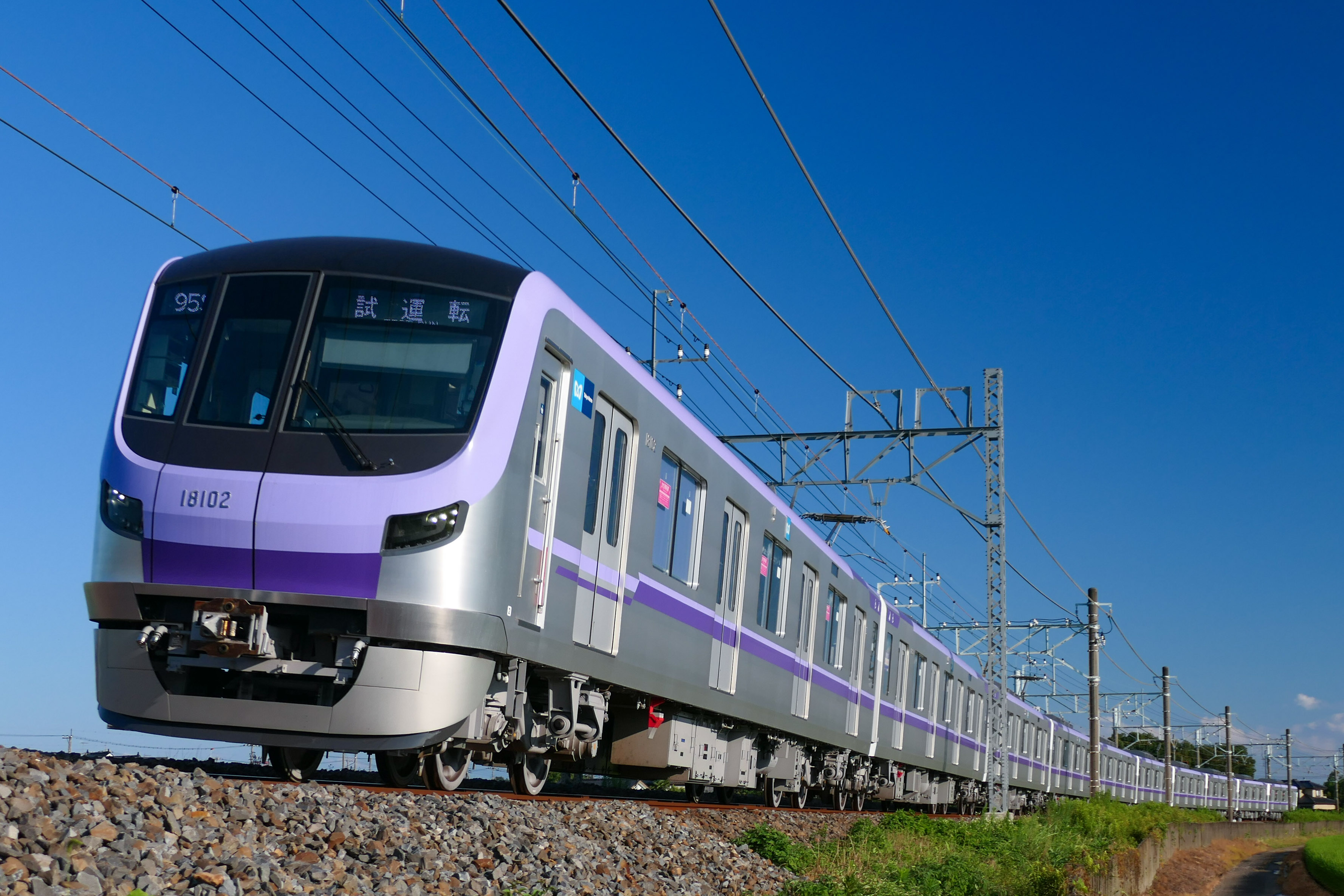
Série 18000 (Ligne Hanzōmon)

## Musée
La compagnie possède un musée ferroviaire, le Tokyo Metro Museum, situé près de la station Kasai.